# Daniel Bertoni
Ricardo Daniel Bertoni (født 14. marts 1955 i Bahía Blanca, Argentina) er en tidligere argentinskfodboldspiller, der som højre kant på Argentinas landshold var med til at vinde guld ved VM i 1978 på hjemmebane. Han deltog også ved VM i 1982.
På klubplan spillede Bertoni for Quilmes og Independiente i hjemlandet, Sevilla FC i Spanien, samt for italienske Fiorentina, Napoli og Udinese. Med Independiente vandt han tre gange Copa Libertadores og én gang Intercontinental Cup.

## Titler
Copa Libertadores
- 1973, 1974 og 1975 med Independiente

Intercontinental Cup
- 1973 med Independiente

VM
- 1978 med Argentina